# Második szintű tartomány
A második szintű tartomány (angolul second-level domain, röviden SLD) az internetes DNS szerinti tartományneveknek (domainnév, doménnév) a legfelső szintű tartományt megelőző része. (Köznapi szóhasználatban ezt nevezik doménnévnek.) Például a wikipedia.org tartományban a wikipedia a második szintű tartomány, vagy másképpen, az org altartománya. A második szintű tartománynév mellett egy legfelső szintű használata kötelező.

## Magyarországi regisztrációs rendszer (.hu)
A Domain Nyilvántartó (Internetszolgáltatók Tanácsa) által meghirdetett regisztrációs szabályzatban leírt eljárás szerint történik a nevek delegálása. Eszerint a nem cégnévvel vagy védjeggyel regisztrált neveket a regisztráció előtt közzéteszik; ha valaki kifogásolja a regisztrációt, az előre szabályozott vitarendezési eljárás következik. Ha a közzététel során nem merül fel kifogás a megadott idő alatt, akkor a név körülbelül 16 nap múlva használhatóvá válik.
A regisztrációs szabályzat pontosan megnevezi azokat a kategóriákat, amelyekben nem fogadnak el neveket regisztrációra.

## Jogviták az Egyesült Államokban
Az ICANN (Internet Corporation for Assigned Names and Numbers) úgynevezett alternatív vitarendezési eljárást (ADR, alternative dispute resolution) dolgozott ki, amelynek figyelembevételével valamennyi regisztrátor rendelkezik vitarendezési szabályzattal.
A Szellemi Tulajdon Világszervezete (WIPO), az ENSZ genfi központú szakosított szervezete választottbíróságot tart fenn a viták bíróságon kívüli rendezhetősége érdekében.  
Az elmúlt tíz évben világszerte számos bírósági eljárás indult (az amerikai Toeppen-eset óta) SLD-nek valaki korábbi jogába (például védjegyjog, szerzői jog stb.) ütközése miatt, így Magyarországon is.